# ヘルマン・カノ
ヘルマン・カノ（German Cano）ことヘルマン・エゼキエル・カノ・レカルデ（西語：Germán Ezequiel Cano Recalde、1988年1月2日-）はアルゼンチンのサッカー選手。カンピオナート・ブラジレイロ・セリエAのフルミネンセFC所属。ポジションはフォワード。

## クラブ経歴
ブエノスアイレス州ローマス・デ・サモーラに生まれ、CAラヌースの下部組織に所属する。ユース時代の同年代には後にアルゼンチン代表となるラウタロ・アコスタ、アグスティン・マルチェシンなどがいた。
2008年2月に行われたダヌービオFC戦でトップチームデビュー。
2012年7月、コロンビア、カテゴリア・プリメーラAのインデペンディエンテ・メデジンに移籍。移籍初年度は9ゴールを記録し、翌2013年には年間15ゴールを決める。
2015年、リーガMXのパチューカに移籍。
2018年1月にはインデペンディエンテ・メデジンにローン移籍で戻り、3月には事実上の完全移籍になる。2019年シーズンはリーグ戦37試合出場し32ゴールを記録した。
2020年にブラジルのヴァスコ・ダ・ガマに移籍。翌2021年のシーズン終了までに101試合に出場し43ゴールを挙げる。このゴール数は21世紀に同チームに所属したブラジル人以外の選手で２番目に多いものであった。
2021年12月、フルミネンセFCと2023年までの契約で合意したことを発表。2022年シーズンにカノはリーグ戦で26ゴールを記録。コパ・ド・ブラジルでは5ゴールを記録し大会得点王に輝く。
2023年、コパ・リベルタドーレス準決勝インテルナシオナル戦、アウェイで行われた2ndレグにて後半42分にゴールを決める。これが決勝点となり、２戦合計2-2でホームアドバンテージの差で決勝進出を決めた。
同年11月4日、リオデジャネイロのマラカナンスタジアムで行われたコパ・リベルタドーレス決勝ではボカ・ジュニアーズと対戦。カノは先制点を記録し、チームの2-1での勝利に貢献した。

## タイトル
クラブ
ラヌース
- プリメーラ・ディビシオン：アペルトゥーラ2007

インデペンディエンテ・メデジン
- コパ・コロンビア（英語版）：2019

ヴァスコ・ダ・ガマ
- タッサ・リオ：2021

フルミネンセ
- コパ・リベルタドーレス：2023
- レコパ・スダメリカーナ：2024
- タッサ・グアナバラ：2022, 2023
- カンピオナート・カリオカ：2022, 2023

個人
- ボーラ・ジ・プラッタ: 2022
- カンピオナート・ブラジレイロ・セリエA得点王 : 2022
- カンピオナート・ブラジレイロ・セリエA・チーム・オブ・ザイヤー: 2022
- コパ・ド・ブラジル得点王 : 2022
- コパ・リベルタドーレス得点王：2023
- 南米年間最優秀選手賞: 2023
- カンピオナート・カリオカ得点王: 2023, 2025